# Kollafjörður (Strandasýsla)
Kollafjörður (in lingua islandese: Fiordo di Kolli) è un fiordo situato nella parte orientale della regione dei Vestfirðir, i fiordi occidentali dell'Islanda.

## Descrizione
Il Kollafjörður è un breve fiordo che si apre nella baia di Húnaflói, nella parte orientale dei Vestfirðir. È largo 3 km e si protende nell'entroterra per 8 km. È situato tra i fiordi Bitrufjörður a sud e Steingrímsfjörður a nord.
Sulla sponda orientale si trova l'insediamento di Broddanes, dove tra il 1978 e il 2004 è rimasta in funzione una scuola elementare; adesso i bambini devono frequentare la scuola a Hólmavík. L'edificio scolastico viene oggi utilizzato come ostello della gioventù in estate.
Sulla costa di fronte alla sponda settentrionale del Kollafjörður, nei pressi del villaggio di Drangavík, ci sono due formazioni rocciose. La leggenda narra che fossero due troll che vivevano lassù dopo aver tentato di separare i fiordi occidentali dalla terraferma. La roccia più grande rappresenta la donna e la più piccola l'uomo.
A Kollafjarðarnes c'è una chiesetta in cemento costruita nel 1909. È il più antico edificio in cemento della contea di Strandasýsla. Kollafjarðarnes è ora disabitato. Per un breve periodo presso la fattoria Felli è stato gestito un campo estivo per disabili.

## Denominazione
In Islanda ci sono altri due fiordi chiamati Kollafjörður, Kollafjörður (Faxaflói), nel sud-ovest dell'Islanda nella regione della capitale Reykjavík, e Kollafjörður (Breiðafjörður), nella parte meridionale dei fiordi occidentali.

## Storia
Secondo il Landnámabók, lo storico libro degli insediamenti, la denominazione del fiordo deriva dal nome del colono Kolli che fu il primo a insediarsi nel fiordo in quella che è l'attuale fattoria Felli.

## Accessibilità
La strada S68 Innstrandavegur fa il giro dell'intero Kollafjörður. nella parte finale del fiordo la strada T690 Steinsdalsvegur si dirama verso ovest, passa attraverso l'altopiano Steinadalsheiði e va a congiungersi con la S60 Vestfjarðavegur nel fiordo Gilsfjörður.